# Antena 1 Salvador
Antena 1 Salvador é uma emissora de rádio brasileira sediada em Salvador, capital do estado da Bahia. Opera no dial FM na frequência 100,1 MHz, e é afiliada à Antena 1. Pertence ao Grupo Aratu, do qual também fazem parte a TV Aratu, a Rádio Cultura de Guanambi, o website Aratu On, as empresas de mídia exterior Ei! e Brasília e a Chaves Outdoor. Inaugurada em 29 de maio de 1980 pela Rede Transamérica, a emissora foi o último lançamento próprio do grupo desde a sua formação em 1976.

## História
A Transamérica Salvador surgiu em 29 de maio de 1980. Nessa década, a programação seguia os moldes da emissora da Rede Transamérica de Comunicação em São Paulo, tocando música pop. Em 1991, foi criada a Rede Transamérica via satélite, e a emissora passou a retransmitir alguns programas da sede paulista.
Depois da criação das redes Transamérica Hits e Transamérica Light, a rádio foi redesignada para Transamérica Pop Salvador. A partir de 2000, a rádio fugiu do padrão pop, tocando até axé music e ritmos populares. Chegou a ser considerada a única Transamérica "híbrida", com programação jovem (rede) e popular (local).
Em 2019, com a mudança de formato da Rede Transamérica e a unificação de suas portadoras (Pop, Light e Hits) a Transamérica passou a adotar o formato jovem/adulto, com foco no Pop e no Rock nacional e internacional com o objetivo de atrair um público entre 25 e 49 anos. Com isso, a até então Transamérica Pop Salvador volta a se chamar Transamérica Salvador.
Em 11 de julho de 2024, a emissora foi vendida pela Rede Transamérica para um grupo de empresários baianos. Os novos proprietários incluem Ana Coelho, CEO do Grupo Aratu, que controla a TV Aratu, afiliada do SBT em Salvador; Ricardo Luzbel, fundador da rádio Tudo FM e sócio do portal Bahia Notícias; e Léo Góes, sócio da rádio Piatã FM e da On Line Entretenimento.
Em 26 de julho, o portal Tudo Rádio noticiou que a Antena 1, rede do segmento adulto contemporâneo, seria a mais cotada para ter como afiliada a FM 100,1 de Salvador. De acordo com o site, as produções dos programas terceirizados presentes na programação da Transamérica Salvador já teriam sido notificados da mudança, prevista para 18 de agosto. A programação nacional da Antena 1 entrou no ar na emissora em 16 de agosto, às 19h.
Em 22 de agosto, aconteceu um coquetel de lançamento da nova fase da emissora no restaurante Principote, no Rio Vermelho. No dia 23, estreiam dois programas jornalísticos nos horários locais da Antena 1 Salvador: o Bahia Notícias no Ar, transmitido das 7h às 9h e apresentado por Rebeca Menezes e Mauricio Leiro, e o Linha de Frente, transmitido das 18h às 19h e apresentado por Pablo Reis. A emissora é a primeira afiliada da Antena 1 a incluir atrações noticiosas fora do formato "música e informação".

## Programas
Além de retransmitir a programação nacional da Antena 1, a Antena 1 Salvador produz e transmite os seguintes programas:
- Bahia Notícias no Ar: Jornalístico, com Maurício Leiro e Rebeca Menezes;
- Linha de Frente: Jornalístico, com Pablo Reis.